# Waldemar Pedrazzi
Waldemar Pedrazzi (ur. 7 kwietnia 1955) – były urugwajski kolarz szosowy. Brał udział w szosowym wyścigu ze startu wspólnego (nie ukończył) i torowym wyścigu drużynowym na 4000 metrów na dochodzenie (16. miejsce) na Letnich Igrzyskach Olimpijskich 1976. Wygrał także Rutas de América w 1974 roku.